# Achrysocharoides butus
Achrysocharoides butus är en stekelart som först beskrevs av Walker 1839.  Achrysocharoides butus ingår i släktet Achrysocharoides och familjen finglanssteklar. Arten är reproducerande i Sverige. Inga underarter finns listade i Catalogue of Life.